# Persephonaster facetus
Persephonaster facetus är en sjöstjärneart som först beskrevs av Jean Baptiste François René Koehler 1907.  Persephonaster facetus ingår i släktet Persephonaster och familjen kamsjöstjärnor. Inga underarter finns listade i Catalogue of Life.